# System alarmowy EAS
EAS – system przeciwkradzieżowy. Angielska nazwa to Electronic Article Surveillance.
Składa się z anten emitujących pole elektromagnetyczne, które pobudza metki (z ang. tagi) oraz centralki przetwarzającej dane.
Istnieje kilka rodzajów systemów:
- magnetoakustyczny – metka pobudzona w polu magnetycznym emituje niesłyszalny dźwięk, który jest wykrywany przez centralkę,
- radiowy – metka zniekształca pole EM do niej docierające, co powoduje odpowiednią akcję systemu.

Typowa energia pobierana przez pojedynczą antenę to kilkadziesiąt watów.